# سیدرال ایر کارگو
سیدرال ایر کارگو (به انگلیسی: Sideral Air Cargo) یک شرکت هواپیمایی است که در تاریخ ۲۰۱۰ میلادی تأسیس شده و در تاریخ ۲۰۱۱ فعالیتش را آغاز کرده‌است. دفتر مرکزی سیدرال ایر کارگو در ایالت پارانا، برزیل واقع شده‌است و قطب این شرکت هواپیمایی در فرودگاه بین‌المللی آفونسو پنا قرار دارد.